# Elvir Bolić
Elvir Bolić (* 10. Oktober 1971 in Zenica) ist ein ehemaliger bosnisch-herzegowinischer Fußballspieler und derzeitiger -trainer.

## Spielerkarriere

### Verein
Seine Profikarriere begann der Stürmer in seiner Heimatstadt bei NK Čelik Zenica im Juli 1988. Im Juli 1991 wechselte er zu FK Roter Stern Belgrad. Dort blieb er eine Saison, bevor er im Juli 1992 in die Türkei zu Galatasaray Istanbul wechselte. Bei Galatasaray blieb er jedoch nur bis Ende 1992. Im Januar 1993 wechselte er zu Gaziantepspor, wo er bis 1995 spielte. In der Saison 1995/1996 wechselte er zu Fenerbahçe Istanbul. Von dort ging es im Jahr 2000 für 3 Jahre nach Spanien zu Rayo Vallecano. Im Jahr 2003 kam er zurück in die Türkei und unterschrieb einen Vertrag bei İstanbulspor. Beim Verein spielte er jedoch nur ein Jahr. Er wechselte zu Gençlerbirliği Ankara, blieb dort jedoch wie 1992 bei Galatasaray nur 5 Monate bis zum Jahresende, spielte jedoch zwei Spiele im UEFA-Pokal 2004/05. Er kam im Januar 2005 dann zu Malatyaspor. Von dort ging es in der Saison 2006/2007 nach Kroatien zum HNK Rijeka.

### Nationalmannschaft
Bolić stand insgesamt in 52 Spielen in der A-Auswahl der bosnisch-herzegowinischen Fußballnationalmannschaft. Insgesamt schoss er 22 Tore für das bosnisch-herzegowinische Auswahlteam. Er war  Rekordtorschütze für Bosnien und Herzegowina, bis ihn Edin Džeko im Jahr 2012 ablöste. Sein erstes Länderspiel bestritt er am 1. September 1996 gegen Griechenland.

## Trainerkarriere
Vom 5. Januar 2008 bis zum 17. Mai 2008 war Bolić Co-Trainer der A-Nationalteams von Bosnien und Herzegowina. Nachdem der damalige Cheftrainer Meho Kodro entlassen worden war, wurde auch Bolić nicht weiter beschäftigt.

## Trivia
- Mit seinem Tor zum 1:0-Auswärtssieg seiner Mannschaft Fenerbahçe Istanbul gegen den amtierenden englischen Meister Manchester United in der Gruppenphase der UEFA Champions League beendete er die 40 Jahre währende Unbesiegbarkeit der Red Devils bei Europapokal-Heimspielen.[4][5]
- Neben der bosnischen Staatsangehörigkeit besitzt Bolić auch die türkische Staatsangehörigkeit (türkisch Elvir Boliç) und spielte deshalb in der türkischen Liga unter einer einheimischen Lizenz.[6]

## Erfolge
- Individuell
  - 100er-Klub-Mitglied der Süper Lig